# (168334) 1994 PQ1
(168334) 1994 PQ1 là một tiểu hành tinh vành đai chính. Nó được phát hiện bởi Robert H. McNaught ở Đài thiên văn Siding Spring ở Coonabarabran, New South Wales, Australia, ngày 12 tháng 8 năm 1994.